# Fonatcsoport

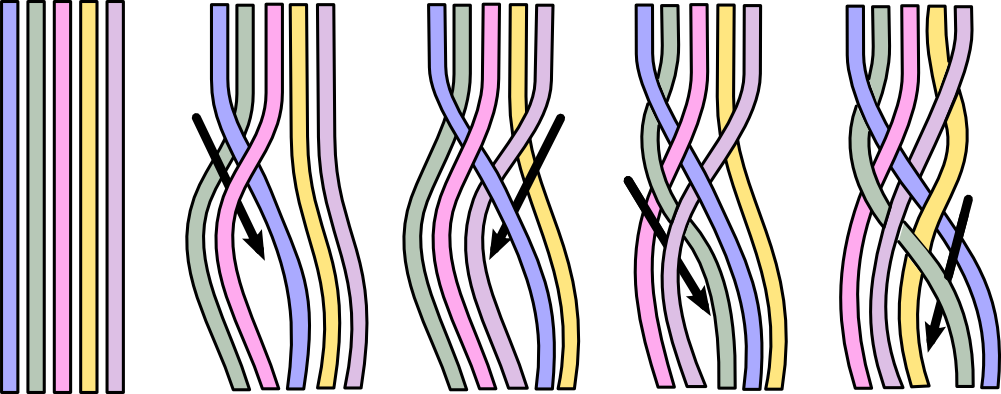
Szabályos ötszálú fonat. Minden nyíl a további 2 elemét határozza meg.

A matematikában az n szálú fonatcsoport ({\displaystyle B_{n}}), más néven Artin-fonatcsoport az a csoport, melynek elemei n-fonatok ekvivalenciaosztályai (például környezeti izotópia erejéig, és melynek csoportművelete a fonatok összeadása. A fonatcsoportok alkalmazásai közé tartozik a csomóelmélet, ahol bármilyen csomó felírható fonatok lezártjaként az Alexander-tétel alapján; a matematikai fizika, ahol Emil Artin kanonikus fonatcsoport-leírása megfelel a Yang–Baxter-egyenletnek, és az algebrai geometria monodrómiainvariánsai.

## Példa
E példában legyen {\displaystyle n=4}, ez alapján további n-értékekre könnyű általánosítani. Adott két 4 elemű halmaz egymás mellett, melyek elemei függőleges vonalban vannak. Az alábbi képeken ezek fekete pontok. 4 vonallal a két halmaz minden eleme 1 másikhoz van rendelve, bijektív hozzárendelést adva. E csatlakozás a fonat. Gyakran egyes fonálak egymás alatt vagy felett haladnak át, ami alapvető fontosságú: az alábbi két csatlakozás különböző fonat:
| A σ 1 − 1 {\displaystyle \sigma _{1}^{-1}} fonat | különbözik | a σ 1 {\displaystyle \sigma _{1}} fonattól |

Azonban két, a fonálak „meghúzásával” azonossá tehető fonat azonos:
| A σ 1 − 1 {\displaystyle \sigma _{1}^{-1}} fonat | azonos | a σ 1 − 1 {\displaystyle \sigma _{1}^{-1}} fonat másik leírásától |

Minden fonál balról jobbra halad, így például az alábbihoz hasonló csomók nem fonatok:
| Nem fonat | nem fonat |

Bármely két fonat összeadható az egyik másik mellé rajzolásával, a középső elemek azonosításával és a megfelelő vonalak összekötésével:
|  | és |  | összege |  |

Másik példa:
|  | és |  | összege |  |

A σ és τ fonatok összege στ.
A 4 elemű fonatok halmazát {\displaystyle B_{4}}-ként jelölik. A fonatok fenti összeadása valóban csoportművelet. Az egységlem 4 párhuzamos vízszintes fonál fonata, a fonatok inverze az a fonat, mely az első fonat általi hozzárendelést „visszavonja”, ami megkapható a fentihez hasonló diagramok megfordításával a középen áthaladó függőleges vonal mentén (az első két példa egymás inverze).

## Alkalmazás
A fonatelméletet a 2010-es évektől alkalmazzáka folyadékmechanika területén, azon belül a kaotikus keveredés területén. A fizikai rudak, periodikus keringések vagy „szellemrudak” mozgása alkotta {\displaystyle 2+1} dimenziós téridőpályák fonódása és a majdnem invariáns halmazok használatosak a mesterséges és természetes folyadékrendszerek topológiai entrópiájának becsléséhez a Nielsen–Thurston-besorolás használatával.
A fonatcsoportok és kapcsolódó topológiai fogalmak másik alkalmazási területe a kvantumfizika területén az anyonok elmélete és feltételezett kísérleti megvalósítása. Ezeket a hibajavításos kvantumszámítógépek alapjaként javasolták, így absztrakt tanulmányozásuk alapvető fontosságú a kvantuminforáció terén.

## Formális kezelés
A fonatcsoportok fenti informális leírásának formális megerősítéséhez az algebrai topológia homotópiafogalma kell, ahol a fonatcsoportok a konfigurációstér alapcsoportjai. Ezenkívül a fonatcsoport meghatározható tisztán algebrai úton a fonatkapcsolatokkal, a képeket az intuíció segítésére használva.
Az Artin értelmében vett fonatcsoport alapcsoportra való redukciójához legyen {\displaystyle X} legalább 2 dimenziós összefüggő [țsokaság (matematika)|]]. {\displaystyle X\ n} példányának szimmetrikus szorzata {\displaystyle X^{n}}, vagyis  {\displaystyle Xn}-szeres Descartes-szorzatának hányadosa az {\displaystyle n} szálú szimmetrikus csoport koordinátaindeyeken végzett permutációs műveletével. Tehát egy rendezett {\displaystyle n}-es és annak minden permutációja azonos pálya eleme.
Az {\displaystyle n}-szeres szimmetrikus szorzatban lévő út absztrakt mód {\displaystyle X\ n} pontja tárgyalására, melyek rendezetlen {\displaystyle n}-est alkotnak, és egymástól függetlenül alkotnak {\displaystyle n} fonált. Mivel szükséges, hogy a fonalak nem haladnak át egymáson, szükséges áttérni a szimmetrikus csoport {\displaystyle Y} alterére, mely különböző pontok {\displaystyle n}-eseiből áll, vagyis {\displaystyle X^{n}} egyik olyan altere se szerepel {\displaystyle Y}-ban, ahol {\displaystyle x_{i}=x_{j}} bármely {\displaystyle 1<lei<j\leq n} esetén. Ez a szimmetrikus csoport szempontjából invariáns, és {\displaystyle Y} a kizáratlan {\displaystyle n}-esek szimmetrikus csoportjával vett hányados. A dimenziófeltétel értelmében {\displaystyle Y} összefüggő.
E definíció értelében {\displaystyle X\ n} fonalas fonatcsoportja {\displaystyle Y} alapcsoportja (bármely bázispontot kiválasztva ez jóldefiniált izomorfizmus erejéig). Az {\displaystyle X=\mathbf {E} ^{2}} eset Artin eredetileg tárgyalt esetével azonos. Egyes esetekben {\displaystyle Y} magasabb homotópiacsoportjai triviálisak.

### Zárt fonatok
Ha X a sík, a fonat lehet zárt, vagyis a megfelelő végek párokban csatlakozhatnak, láncot alkotva, vagyis 3 dimenziós csomók összekapcsolható unióját. A lánc elemszáma 1 és n között bármennyi lehet a lánc által meghatározott permutációtól függ. Az Alexander-tétel alapján minden lánc megkapható így mint egy fonat lezártja.
A különböző fonatok azonos láncot eredményezhetnek, ahogy a különböző metszetdiagramok azonos csomót eredményezhetnek. 1935-ben Andrey Markov 2 ekvivalens zárt fonatokat eredményező lépést írt le a fonatdiagramokon. A Markov-tétel egylépéses változatát Lambropoulou és Rourke közölték 1997-ben.
Vaughan Jones a Jones-polinomot eredetileg fonatinvariánsként definiálta, és kimutatta, hogy csak a zárt fonat osztályától függ.
A Markov-tétel meghatározza a szükséges és elegendő feltételeket, melyek értelmében két fonat lezártja ekvivalens lánc.

### Fonatindex
A fonatindex a lánc zárt fonatkénti leírásához szükséges fonalak legkisebb száma. Ekvivalens a csomó leírásában lévő Seifert-körök legkisebb számával.

## Történet
A fonatcsoportokat Emil Artin vezette be explicit módon 1925-ben, vár – ahogy Wilhelm Magnus kimutatta 1974-ben – implicit módon már Adolf Hurwitz monodrómia témájában írt 1891-es munkájában is szerepelt.
A fonatcsoportok leírhatók explicit leírásokkal, ahogy Artin 1947-ben igazolta. A fonatcsoportok ezenkívül mélyebb matematikai interpretációval is rendelkeznek: ezek meghatározott konfigurációterek alapcsoportjai.
Magnus szerint Hurwitz adta a fonatcsoport konfigurációtér-alapcsoportkénti interpretációját, mely elveszett, amíg Ralph Fox és Lee Neuwirth újra felfedezték 1962-ben.

## Alapjellemzők

### Generátorok és kapcsolatok
Adott az alábbi 3 fonat:
|                             |                             |                             |
| {\displaystyle \sigma _{1}} | {\displaystyle \sigma _{2}} | {\displaystyle \sigma _{3}} |

{\displaystyle B_{4}} minden fonata felírható e fonatok és inverzeik összegeként. Más szóval e három fonat {\displaystyle B_{4}} generátorhalmaza. Ehhez egy tetszőleges fonat elemezhető balról jobbra kereszteződések keresésével. A fonalak fentről lefelé történő számozásával, ha az {\displaystyle i}. és {\displaystyle i+1}. fonalak egymást metszik, {\displaystyle \sigma _{i}} vagy {\displaystyle \sigma _{i}^{-1}} írható fel attól függően, hogy az {\displaystyle i}. vagy az {\displaystyle i+1}. fonál van felül. A jobb szél elérésekor a fonat fel lett írva {\displaystyle \sigma _{i}} és inverzei szorzataként.
Egyértelmű, hogy:
(i) {\displaystyle \sigma _{1}\sigma _{3}=\sigma _{3}\sigma _{1}},
de a másik két egyenlőség nem ily egyértelmű:
(iia) {\displaystyle \sigma _{1}\sigma _{2}\sigma _{1}=\sigma _{2}\sigma _{1}\sigma _{2}},
(iib) {\displaystyle \sigma _{2}\sigma _{3}\sigma _{2}=\sigma _{3}\sigma _{2}\sigma _{3}}.
Ezek legjobban a fonat felrajzolásával igazolhatók. Igazolható, hogy {\displaystyle \sigma _{1},\sigma _{2},\sigma _{3}} fonatok minden kapcsolata következik ezekből és a csoportaxiómákból.
E példa általánosítása {\displaystyle n} fonálra, a {\displaystyle B_{n}} csoport absztrakt módon definiálható az alábbi leírással:
{\displaystyle B_{n}=\left\langle \sigma _{1},\ldots ,\sigma _{n-1}\mid \sigma _{i}\sigma _{i+1}\sigma _{i}=\sigma _{i+1}\sigma _{i}\sigma _{i+1},\sigma _{i}\sigma _{j}=\sigma _{j}\sigma _{i}\right\rangle ,}
ahol az első relációcsoportban {\displaystyle 1\leq i\leq n-2}, a másodikban {\displaystyle |i-j|\geq 2}. Így a fonatcsoportok általánosíthatók, létrehozva az Artin-csoportokat. A harmadfokú relációk, a fonatrelációk a Yang–Baxter-egyenletek elméletében fontosak.

### További jellemzők
- A {\displaystyle B_{1}} fonatcsoport triviális csoport, {\displaystyle B_{2}} a végtelen {\displaystyle \mathbb {Z} } ciklikus csoport, és {\displaystyle B_{3}} izomorf a lóherecsomó csomócsoportjával – egészen pontosan végtelen nem abeli csoport.
- {\displaystyle B_{n}\ B_{n+1}} részcsoportja: utóbbi előbbiből származtatható az első n szálat nem metsző szál hozzáadásával. Az összes{\displaystyle B_{n}} uniója, ahol {\displaystyle n\geq 1}, a {\displaystyle B_{\infty }} végtelen fonatcsoport.
- {\displaystyle B_{n}} minden nem identikus eleme végtelen rendű, vagyis {\displaystyle B_{n}} torziómentes.
- Balinvariáns lineáris rendezés van {\displaystyle B_{n}}-en, ez a Dehornoy-rendezés.
- {\displaystyle n\geq 3}-ra {\displaystyle B_{n}} tartalmaz a kétgenerátoros szabad csoporttal izomorf részcsoportot.
- Van {\displaystyle \sigma _{i}\to 1} által meghatározott {\displaystyle B_{n}\to \mathbb {Z} } homomorfizmus. Így például a {\displaystyle \sigma _{2}\sigma _{3}\sigma _{1}^{-1}\sigma _{2}\sigma _{3}} hozzárendelési értéke {\displaystyle 1+1-1+1+1=3}. E hozzárendelés megfelel a fonatcsoport abelizációjának. Mivel {\displaystyle \sigma _{i}^{k}\to k,\sigma _{i}^{k}} akkor és csak akkor identikus, ha {\displaystyle k=0}. Tehát a generátorfüggvény végtelen rendű.

## Kapcsolatok

### Kapcsolat a szimmetrikus csoporttal és a tiszta fonatcsoporttal
A fonalak csavarodását és kereszteződését figyelmen kívül hagyva az n tagú fonat egy-egy n elemű permutációnak felel meg. Ez a hozzárendelés egyértelmű, és összevonható, így szürjektív {\displaystyle B_{n}\to S_{n}} csoporthomomorfizmus a fonatcsoportról a szimmetrikus csoportra. A {\displaystyle \sigma _{i}\in B_{n}} fonat képe az {\displaystyle s_{i}=(i,i+1)\in S_{n}}. E transzpozíciók alkotják a szimmetrikus csoportot, megfelelnek a fonatcsoport-relációknak, és 2. rendűek. Ez a fonatcsoport Artin-leírását a szimmetrikus csoport Coxeter-leírásává alakítja:
{\displaystyle S_{n}=\left\langle s_{1},\ldots ,s_{n-1}|s_{i}s_{i+1}s_{i}=s_{i+1}s_{i}s_{i+1},s_{i}s_{j}=s_{j}s_{i},{\text{ahol}}|i-j|\geq 2,s_{i}^{2}=1\right\rangle .}
A {\displaystyle B_{n}\to S_{n}} homomorfizmus magja {\displaystyle B_{n}} részcsoportja, az n fonalú tiszta fonatcsoport, röviden {\displaystyle P_{n}}. Ez az euklideszi sík különböző pontból álló n-esei terei alapcsoportja. Egy tiszta fonatban a fonalak eleje és vége egy helyen van. A tiszta fonatcsoportok az alábbi rövid pontos sorozatnak felelnek meg:
{\displaystyle 1\to F_{n-1}\to P_{n}\to P_{n-1}\to 1.}
E szakasz elválik, így a tiszta fonatcsoportok a szabad csoportok ismételt féldirekt szorzatai.

### B_{3} és a moduláris csoport kapcsolata

a moduláris csoport univerzális központi kiterjesztése.

### B3és a moduláris csoport kapcsolata
A {\displaystyle B_{3}} fonatcsoport a {\displaystyle \mathrm {PSL} (2,\mathbb {Z} )} moduláris csoport univerzális központi kiterjesztése, ahol az rács az alábbi topológiai univerzális fedőcsoportban:
{\displaystyle {\overline {\mathrm {SL} (2,\mathbb {R} )}}\to \mathrm {PSL} (2,\mathbb {R} )}.
Ezenkívül a moduláris csoport központja triviális, így az izomorf {\displaystyle B_{3}} hányadoscsoportjával központja ({\displaystyle Z(B_{3})}) erejéig, így {\displaystyle B_{3}} belső automorfizmusai csoportjára nézve is.
Itt ez izomorfizmus megszerkesztése. Legyen {\displaystyle a=\sigma _{1}\sigma _{2}\sigma _{1},b=\sigma _{1}\sigma _{2}}. A fonatrelációkból következik, hogy {\displaystyle a^{2}=b^{3}}. Ez utóbbi szorzatot {\displaystyle c}-vel jelölve a fonatrelációkból következik, hogy:
{\displaystyle \sigma _{1}c\sigma _{1}^{-1}=\sigma _{2}c\sigma _{2}^{-1}=c},
vagyis {\displaystyle c\ B_{3}} központjában van. Legyen {\displaystyle C\ B_{3}\ c} által generált részcsoportja. Mivel {\displaystyle C\subset Z(B_{3})}, az normál részcsoport, így a {\displaystyle B_{3}/C} hányadoscsoport létezik. Ha {\displaystyle B_{3}/C\cong \mathrm {PSL} (2,\mathbf {Z} )}, ez izomorfizmus explicit formával rendelkezhet. A {\displaystyle \sigma _{1}C} és {\displaystyle \sigma _{2}C} mellékosztályok az alábbiakhoz rendelhetők:
{\displaystyle \sigma _{1}C\mapsto R={\begin{bmatrix}1&1\\0&1\end{bmatrix}}\qquad \sigma _{2}C\mapsto L^{-1}={\begin{bmatrix}1&0\\-1&1\end{bmatrix}},}
ahol L és R a Stern–Brocot-fa szabványos bal és jobb lépései; ismert, hogy e lépések a moduláris csoportot adják.
A moduláris csoport másik gyakori leírása:
{\displaystyle \langle v,p\,|\,v^{2}=p^{3}=1\rangle }
ahol
{\displaystyle v={\begin{bmatrix}0&1\\-1&0\end{bmatrix}},\qquad p={\begin{bmatrix}0&1\\-1&1\end{bmatrix}}.}
a v-hez és b p-hez való rendelése szürjektív {\displaystyle B_{3}\to \mathrm {PSL} (2,\mathbf {Z} )} homomorfizmust ad.
{\displaystyle B_{3}} központja egyenlő C-vel, mivel c a központban van, a moduláris csoport központja triviális, és a fenti szürjektív homomorfizmus központja C.

### Kapcsolat a hozzárendelési osztálycsoporttal és a fonatosztályozás
A {\displaystyle B_{n}} fonatcsoport izomorf az n lyukú átszúrt kör hozzárendelésiosztály-csoportjával. Ez legegyszerűbben minden lyukat egy fonállal a kör határvonalához kötve jeleníthető meg: minden, két lyuk permutációjával keletkező hozzárendelési homomorfizmus ezután a fonalak homotópiájának, vagyis a fonalak összefonásának tekinthető.
A hozzárendelésiosztálycsoport-interpretáció alapján minden fonat besorolható a Nielsen–Thurston-csoportosítás alapján periodikus, redukálható vagy a pszeudoanoszovi kategóriákba.

### Kapcsolat a csomóelmélettel
Ha adott egy fonat, és az első bal elem az első jobb elemmel, a második bal elem a második jobb elemmel stb. összeköttetik (az új fonalakban fonatok nélkül), az eredmény lánc, és alkalmanként csomó. Alexander tétele a fonatelméletben kimondja, hogy a fordítottja is igaz: minden csomó és lánc ugyanígy felírható fonatból, mely a lánc elvágásával kapható. Mivel a fonatok a {\displaystyle \sigma _{i}} generátorok szavaiként megadhatók, ez gyakran a csomók programokba való bevitelének preferált módja.

### Számítástechnikai jelentőség
A fonatrelációk szóproblémája hatékonyan megoldható, és {\displaystyle B_{n}} elemeinek létezik normálformája a {\displaystyle \sigma _{1}\cdots \sigma _{n-1}} generátorok tekintetében. (Gyakorlatilag a fonat normálformája a szálak meghúzásának algebrai megfelelője, ahogy a fenti 2. képsorban látható.) A szabad GAP algebrai rendszer képes {\displaystyle B_{n}}-ben végeztt számításokra, ha az elemek e generátorok alapján vannak megadva. Van ezenkívül GAP 3-hoz egy kifejezetten fonatcsoportokat támogató CHEVIE csomag is. A szóprobléma ezenkívül hatékonyan megoldható a Lawrence–Krammer-leírás alapján is.
A szóprobléma mellett tbb ismert nehéz számítási probléma is van fonatcsoportokkal, a kriptográfia területén is használható lehet a fonatelmélet.

## Műveletek
A szimmetrikus csoport permutációs hatásai mellett több különböző matematikai területen az n-esekből álló fonatcsoportnak vagy az {\displaystyle n}-szeres tenzorszorzatnak van természetes hatása bizonyos „csavarokkal”. Adott tetszőleges G csoport, és legyen X G elemeinek minden, G egységelemét adó szorzatú n-eséből álló halmaz. Ekkor {\displaystyle B_{n}\ X}-re az alábbiak szerint hat:
{\displaystyle \sigma _{i}\left(x_{1},\ldots ,x_{i-1},x_{i},x_{i+1},\ldots ,x_{n}\right)=\left(x_{1},\ldots ,x_{i-1},x_{i+1},x_{i+1}^{-1}x_{i}x_{i+1},x_{i+2},\ldots ,x_{n}\right).}
Így {\displaystyle x_{i}} és {\displaystyle x_{i+1}} helyet cserélnek, emellett {\displaystyle x_{i}}-t az {\displaystyle x_{i+1}}-hez tartozó belső automorfizmus csavarja – ez biztosítja, hogy x elemei szozata továbbra is egységelem maradjon. Ellenőrizhető a fonatcsoport relációinak teljesülése, és e képlet valóban meghatározza {\displaystyle B_{n}} csoporthatását X-en. Egy másik példa, hogy a fonott monoidkategória fonatcsoporthatással rendelkeő monoidkategória. Az ilyen szerkezetek fontos szerepet játszanak a modern matematikai fizikában, és a kvantum-csomóinvariánsokhoz vezetnek.

### Felírások
A {\displaystyle B_{n}} fonatcsoport elemei konkrétabban felírhatók mátrixokkal. Egy klasszikus ilyen csoportleírás a Burau-leírás, ahol a mátrix elemei 1 változós Laurent-polinomok. Hosszú ideig kérdés volt, hogy a Burau-leírás hiteles-e, de a válasz negatívnak bizonyult {\displaystyle n\geq 5} esetén. Általában jelentős nyitott kérdés volt, hogy a fonatcsoportok lineárisak-e. 1990-ben Ruth Lawrence általánosabb Lawrence-leírások családját írta le több paraméter alapján. 1996-ban Chetan Nayak és Frank Wilczek feltételezték, hogy az SO(3) projektív leírásaihoz hasonlóan a fonatcsoport projektív leírásai fizikai jelentőséggel rendelkezhetnek bizonyos kvázirészecskéknél a tört kvantum-Hall-hatásban. Wilczek és Nayak egyes feltételezései megszegik az ismert fizikát. 2001 körül Stephen Bigelow és Daan Krammer függetlenül igazolták, hogy minden fonatcsoport lineáris. Munkájuk az {\displaystyle {n(n-1)} \over 2} dimenziós, q és t változóktól függő Lawrence–Krammer-leírást használták. E változók megfelelő specializálásával a {\displaystyle B_{n}} fonatcsoport a komplex számok általános lineáris csoportjának részcsoportja.

## Végtelenül generált fonatcsoportok
Többféleképp általánosítható a fogalom végtelen számú fonálra. A legegyszerűbb a fonatcsoportok direkt határértéke, ahol a {\displaystyle f:B_{n}\to B_{n+1}} hozzárendelések {\displaystyle B_{n}\ n-1} generátorát {\displaystyle B_{n+1}} első {\displaystyle n-1} generátorához rendeli (azaz triviális fonál hozzáadásával). E csoport azonban nem rendelkezik metrizálható topológiával, bár folytonos.
Paul Fabel kimutatta, hogy 2 topológia van, melyek az eredményként kapható csoportra helyezhetők, melyek kiegészítése különböző csoportot ad. Az első szelíd csoport, és izomorf a végtelen sok lyukú átszúrt lemezzel – egy diszkrét lyukhalmazzal az egységkör határvonaláig menő fonalakkal.
A második csoport hasonlíthat a véges fonatcsoportok megfelelőjére. Adott egy fonál minden {\displaystyle (0,{\frac {1}{n}})} pontnál és minden fonat halmaza – ahol egy fonat a {\displaystyle (0,{\frac {1}{n}},0)} és a {\displaystyle (0,{\frac {1}{n}},1)} pontok közötti utak halmaza, ahol a függvény a végpontok permutációját adja – izomorf e vadabb csoporttal. A tiszta fonatcsoport izomorf mind a {\displaystyle P_{n}} véges tiszta fonatcsoportok inverz határértékével, mind a Hilbert-kocka alapcsoportjának és az {\displaystyle \{(x_{i})_{i\in \mathbb {N} }|\exists i\neq j:x_{i}=x_{j}\}} halmaz különbségével.

## Kohomológia
Egy G csoport kohomológiája olyan {\displaystyle K(G,1)} Eilenberg–Maclane-osztályozótér kohomológiája, mely egy G által meghatározott CW-komplex homotópia erejéig. A {\displaystyle B_{n}}  osztályozótere {\displaystyle \mathbb {R} ^{2}\ n.} rendezetlen konfigurációtere, vagyis a sík összes n különböző rendezetlen pontjából álló halmaz tere:
{\displaystyle \operatorname {UConf} _{n}(\mathbb {R} ^{2})=\{\{u_{1},...,u_{n}\}:u_{i}\in \mathbb {R} ^{2},u_{i}\neq u_{j}{\text{ for }}i\neq j\}}.
Így definíció szerint {\displaystyle H^{*}(B_{n})=H^{*}(K(B_{n},1))=H^{*}(\operatorname {UConf} _{n}(\mathbb {R} ^{2})).}
Az együtthatók számítása {\displaystyle \mathbb {Z} /2\mathbb {Z} }-ben megtalálható Fuks 1970-es tanulmányában.
Ugyanígy a {\displaystyle P_{n}} osztályozótere {\displaystyle \operatorname {Conf} _{n}(\mathbb {R} ^{2}),\mathbb {R} ^{2}} n. rendezett konfigurációter. 1968-ban Vlagyimir Igorevics Arnold igazolta, hgy a {\displaystyle P_{n}} tiszta fonatcsoport integrálkohomológiája az 1. fokú {\displaystyle \omega _{ij}\;\;1\leq i<j\leq n} osztályok által generált külső algebra hányadosa, melyre teljesül, hogy
{\displaystyle \omega _{k,\ell }\omega _{\ell ,m}+\omega _{\ell ,m}\omega _{m,k}+\omega _{m,k}\omega _{k,\ell }=0.}